# Overcharged
Overcharged è un cortometraggio muto del 1912 diretto da Frank Wilson.

## Trama
Un tipo, non troppo forzuto, viene elettrificato, diventando magnetico.

## Produzione
Il film fu prodotto dalla Hepworth.

## Distribuzione
Distribuito dalla Hepworth, il film - un cortometraggio di 4 minuti - uscì nelle sale cinematografiche britanniche nel gennaio 1912.